# Vista Colorada
Vista Colorada är en ort i Mexiko.   Den ligger i kommunen Los Cabos och delstaten Baja California Sur, i den västra delen av landet, 1 200 km väster om huvudstaden Mexico City. Vista Colorada ligger 47 meter över havet och antalet invånare är 161.
Terrängen runt Vista Colorada är varierad. Havet är nära Vista Colorada åt sydost.  Närmaste större samhälle är San José del Cabo, 7,5 km nordost om Vista Colorada. 